# Dakin Matthews
Pour les articles homonymes, voir Matthews.
Dakin Matthews est un acteur américain, né le 7 novembre 1940 à Oakland, en Californie (États-Unis).

## Filmographie

### Cinéma
- 1987 : Mon Père c'est moi (Like Father Like Son) : Vieil homme Morrison
- 1987 : Cinglée (Nuts) : Juge Lawrence Box
- 1988 : Funny Farm : Marion Corey Jr.
- 1988 : Retour à la vie (Clean and Sober) : Bob
- 1989 : Wired : Rédacteur en chef du Washington Post
- 1989 : Susie et les Baker Boys (The Fabulous Baker Boys) de Steven Kloves : Charlie
- 1989 : Body Wars : Commandant de mission
- 1990 : Papa est un fantôme (Ghost Dad) : M. Seymour
- 1991 : Eve of Destruction : Singleton
- 1991 : Chucky 3 (Child's Play 3) de Jack Bender : Col. Cochrane
- 1993 : Meurtre par intérim (The Temp) : Dr Feldman
- 1993 : Pas de vacances pour les Blues (Undercover Blues) : le capitaine de police
- 1994 : Le Cygne et la Princesse : King William (voix)
- 1995 : Stuart sauve sa famille (Stuart Saves His Family) : Conseiller en intervention
- 1997 : Bean : Tucker, un passager
- 1997 : Flubber : Le ministre
- 1998 : The Swan Princess: Sing Along (voix)
- 1998 : Couvre-feu (The Siege) : le Sénateur Wright
- 1999 : La Muse (The Muse) : Dr Jacobson
- 2000 : Gen¹³ : Voix diverses
- 2000 : Dingo et Max 2 (An Extremely Goofy Movie) : Juge de course (voix)
- 2000 : Treize jours (Thirteen Days) : Arthur Lundahl
- 2003 : The Fighting Temptations : Mr. Fairchild
- 2011 : True Grit de Joel et Ethan Coen : le colonel Stonehill
- 2011 : L'Aigle de la Neuvième Légion (The Eagle) de Kevin Macdonald : Claudius
- 2013 : Lincoln de Steven Spielberg : John Usher

### Télévision
- 1986 : Fresno (en) (feuilleton TV) : Procureur
- 1988 : The Silence at Bethany (TV) : Sam Mitgang
- 1988 : Terrorist on Trial: The United States vs. Salim Ajami (TV) : Catlett
- 1988 : Permanent Record (en) de Marisa Silver : Mr. McBain
- 1988 : Meurtre à Hollywood (Sunset) : William Singer
- 1988 : Baby M (TV) : Juge Sorkow
- 1989 : Naked Lie (TV) : Adam Berger
- 1989 : Guts and Glory: The Rise and Fall of Oliver North (TV) : Atty. Gen. Edwin Meese
- 1989 : Out on the Edge (TV) : Dr Cutler
- 1989 : La Croix de feu (Cross of Fire) (TV)
- 1989 : La Femme de mon frère (My Brother's Wife) (TV) : Charles Rusher
- 1989 : Doctor Doctor ("Doctor Doctor") (série télévisée) : Dr Harold Stratford
- 1990: Madame est Servie, Saison 7, Épisode 18("Le divorce de Tony et d'Angela"): le Juge de Caroline du Sud
- 1990 : Confiance aveugle (en) (Blind Faith) (TV) : Uncle Gene
- 1990 : Down Home (en) (série télévisée) : Walt McCrorey
- 1990 : La Vie est belle (Fine Things) (TV) : Judge Aaron S. Mitofsky
- 1991 : Under Cover (en) (série télévisée) : Directeur Waugh
- 1991 : The Whereabouts of Jenny (TV) : Cox
- 1991 : The Perfect Tribute (TV) : Dr Thomas
- 1991 : White Hot: The Mysterious Murder of Thelma Todd (TV) : D.A. Fitts
- 1991 : Jailbirds (en) (TV) : le Shérif
- 1991 : ...And Then She Was Gone (TV) : Francis Haynes
- 1991 : Drexell's Class (série télévisée) : Roscoe Davis
- 1992 : Murder Without Motive: The Edmund Perry Story (TV) : Howards
- 1992 : For Richer, for Poorer (en) (TV) : Larry
- 1992 : Le Cimetière oublié (TV) : Avocat
- 1992 : Revolver (TV) : Tom McCall
- 1992 : Enquête dangereuse (Criminal Behavior) (TV) : Albee Ferguson
- 1993 : Cutters (série télévisée) : Harry Polachek
- 1993 : Rio Shannon (TV)
- 1993 : Les Soldats de l'espérance (And the Band Played On) (TV) : Le membre du Congrès Phil Burton
- 1993 : Hart to Hart: Hart to Hart Returns (TV)
- 1993 : Staying Afloat (TV) : Henry Ashley
- 1994 : L'ennemi est parmi nous (The Enemy Within) (TV) : Vice-Président Walter Kelly
- 1994 : White Mile (TV) : Andy Thornell
- 1994 : Menendez: A Killing in Beverly Hills (TV)
- 1995 : The Office (en) (série télévisée) : Frank Gerard
- 1995 : Le dernier fléau (en) (Virus) (TV) : Dr Dubcheck
- 1995 : Mort clinique (Nothing Lasts Forever) (TV)
- 1997 : Un pasteur d'enfer (Soul Man) (série télévisée) : Bishop Peter Jerome
- 1997 : Rough Riders (TV) : Wadsworth, Sr.
- 1998 : Amies pour la vie (Best Friends for Life) (TV) : M. Burnham
- 1998 : De la Terre à la Lune (From the Earth to the Moon) (feuilleton TV) : Dr Thompson
- 2001-2007 : Un gars du Queens : Joe Heffernan (18 épisodes)
- 2000-2007 : Gilmore Girls : Hanlin Charleston (15 épisodes)
- 2002 : Charmed : L'ange du Destin (saison 4, 1 épisode)
- 2002 : The Big Time (TV)
- 2004 : New York Police Blues : Simon Clifton (saison 11, 3 épisodes)
- 2004 - 2005: Jack et Bobby (Jack and Bobby) : Merle Horstradt (12 épisodes)
- 2005 : The Closer : L.A. enquêtes prioritaires : Un voisin d'une victime (saison 1, épisode 13)
- 2005-2008 et 2009-2012 : Desperate Housewives : Révérend Sikes (saisons 1/2/3/4/6/8, 7 épisodes)
- 2008 : Médium : le juge (saison 3, 1 épisode)
- 2012 et 2014 : The Big Bang Theory : Père Noël (2 épisodes)
- 2013 : Devious Maids : Alfred Pettigrove (saison 1, 2 épisodes)
- 2015 : Elementary : James Connaughton (1 épisode)
- 2021 : Why Women Kill : Père Tim (saison 2, 1 épisode)
- 2023 : The Gilded Age : Joshua Winterton (4 épisodes)
- 2024 : Chicago Med : Art Hubbard (saison 10, épisode 3)

### Jeux vidéo
- 1997 : D.A. Pursuit of Justice (en) : Frank Covington